# 메밀국수 (요리)
메밀국수는 삶은 메밀국수를 꿩이나 양지머리 등을 삶은 맑은 육수나 장국에 말아서 고명을 얹어 먹는 음식이다. 차게 먹는 메밀국수 요리와 견주어 온메밀국수(溫----)로도 부르며, 메밀온면(--溫麵)으로도 부른다.

## 사진

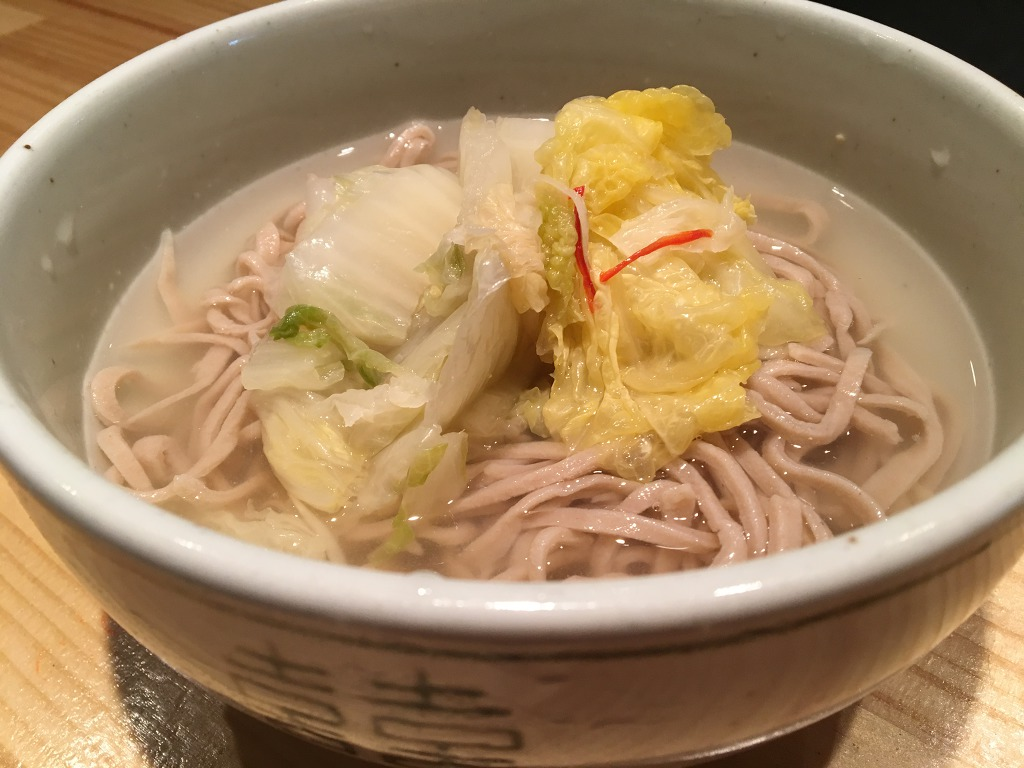
백김치메밀국수
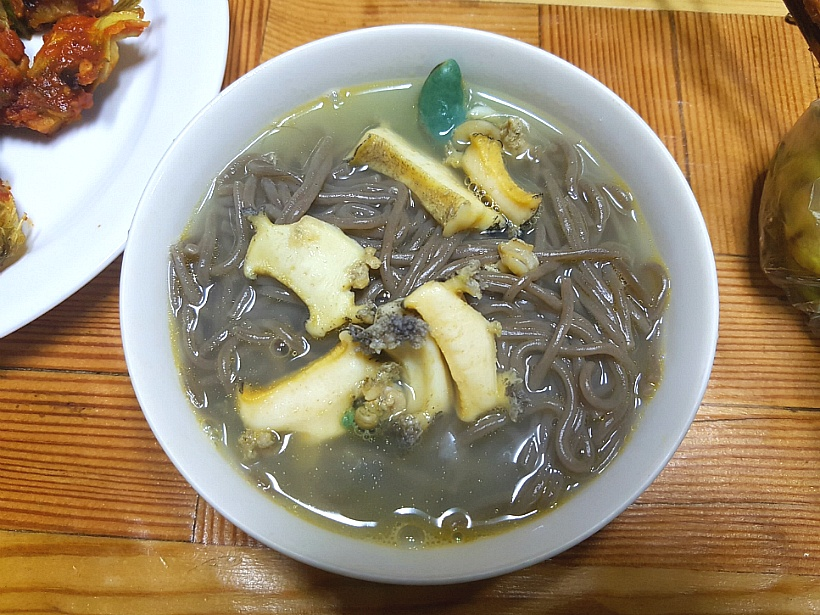
전복메밀국수

## 같이 보기
- 잔치국수
- 가락국수